# Ribeira de Santa Luzia
A Ribeira de Santa Luzia é um dos principais cursos de água da cidade do Funchal. Esta ribeira nasce no Pico do Areeiro (a 1650 m de altitude) e estende-se ao longo de 11,5 km até à Freguesia da Sé, onde conflui com a Ribeira de João Gomes e com ela desagua junto ao mar. Ao longo do seu percurso, a ribeira atravessa 6 das 10 freguesias da cidade do Funchal: São Roque, Monte, Imaculado Coração de Maria, Santa Luzia, São Pedro e Sé. É nesta ribeira que se encontram as madres das levadas: da Negra e da Serra da Alegria. Há ainda uma cascata: a Cascata do Poço do Cabo da Ribeira. 
A Ribeira de Santa Luzia está coberta por buganvílias (planta do tipo trepadeira) de várias cores. Esta trepadeira originária do Brasil é muito comum em toda a ilha e as ribeiras cobertas por esta planta são um "cartaz turístico" da cidade do Funchal.

## História
Em 2020, uma nova ponte pedonal foi construída para cruzar a ribeira, o arquiteto era Paulo David (arquiteto). Onde uma ponte chamava Ponte da Cadeia ficava antigamente.